# Valdeir Vieira
Valdeir Vieira (Marília, 11 juli 1944) is een Braziliaans voormalig voetbaltrainer.

## Carrière
Hij heeft als hoofdtrainer bij diverse clubs gewerkt zoals Caracas FC, Alajuelense en Al-Arabi (Koeweit).